# Fiáker

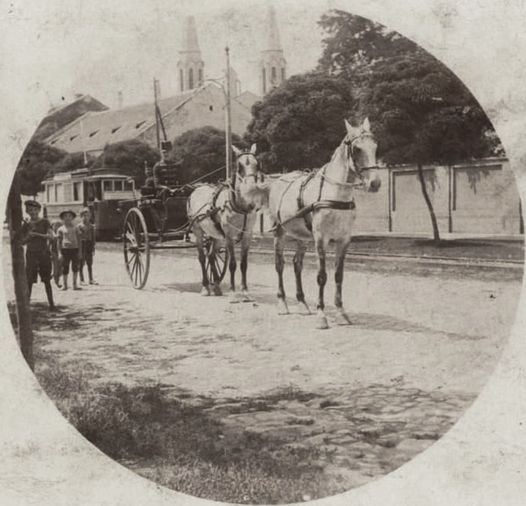
Temesvári konflis

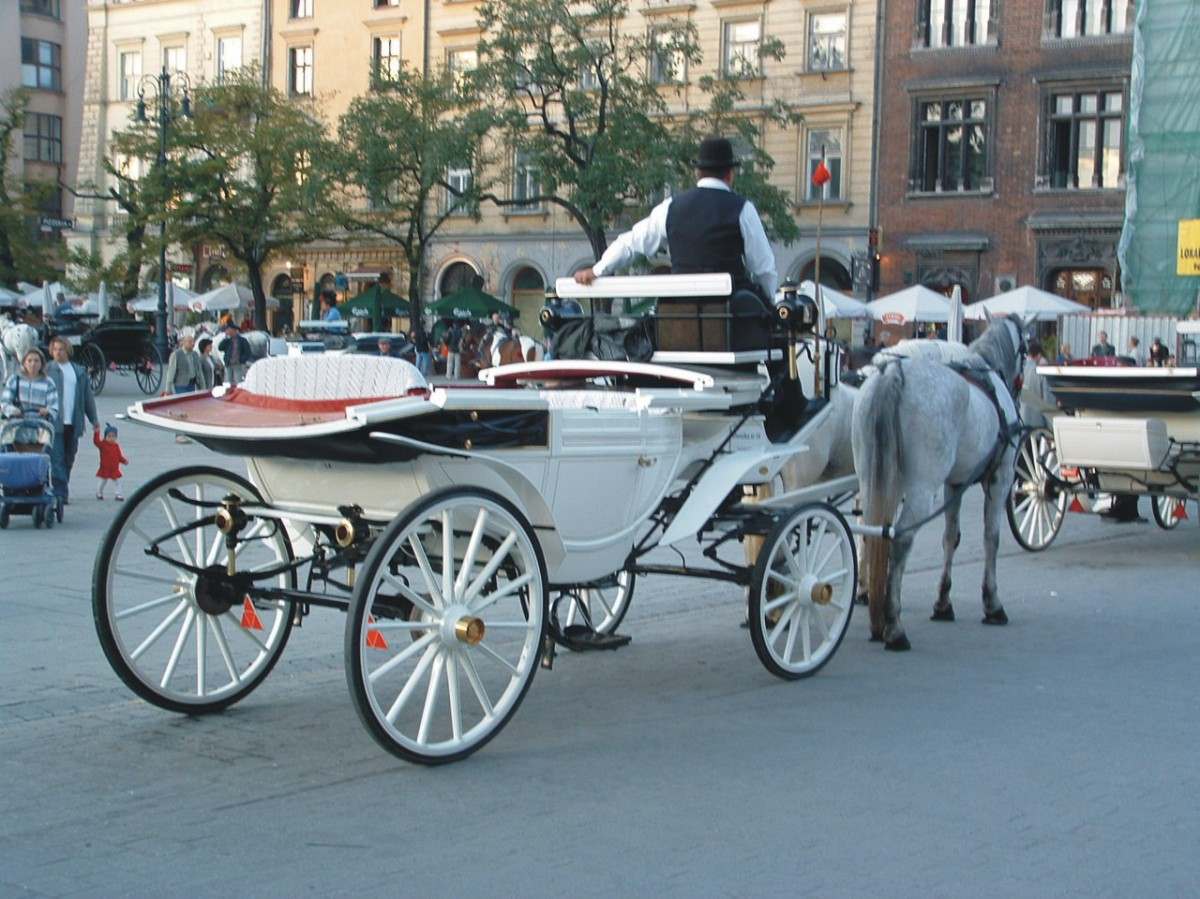
Fiáker Krakkóban

A fiáker, fiákker francia-német eredetű szó, Szent Fiacrius nevéből származik, hozzánk német közvetítéssel jutott el. Személyfuvarozásra használt, általában kétlovas fogatú, rugós karosszériájú, könnyű kocsi, amelyre harmonikaszerűen leereszthető ernyő van szerelve.
A fiáker elnevezés onnan ered, hogy Párizsban a szentről elnevezett szálloda (Hôtel Saint-Fiacre) közelében várakoztak az első lovas bérkocsik. Európai városok kövezett utcáin való közlekedésre volt alkalmas, személyszállításra használták. A 20. század második felében a taxik szorították ki.

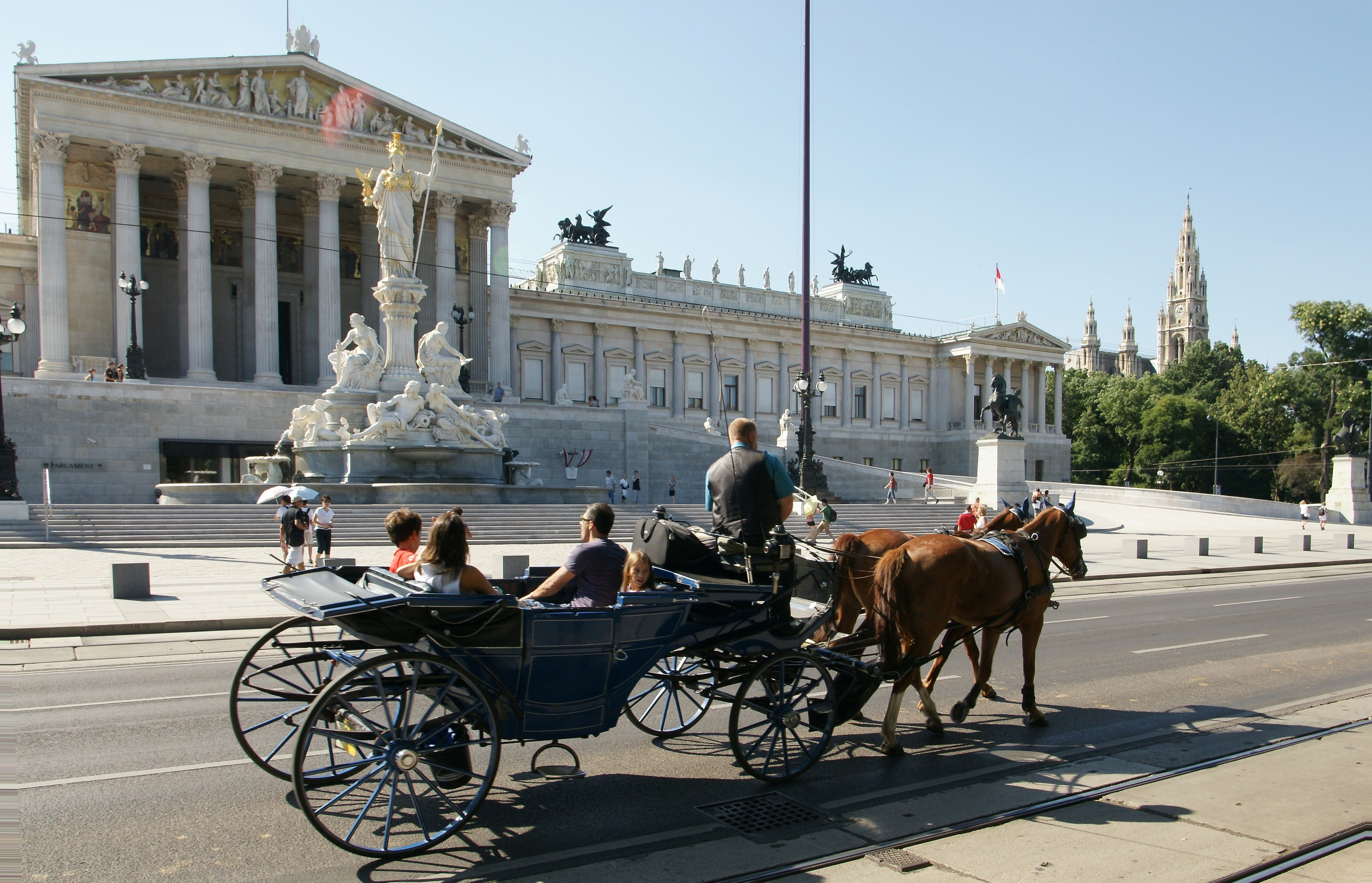
Fiáker az osztrák parlament épülete előtt

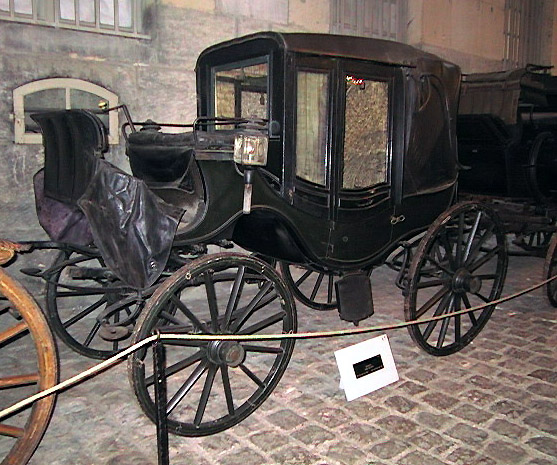
Zárt konflis 1830 - Musée de Compiègne

A konflis egylovas fogatú, könnyű bérkocsi, egyetlen kétszemélyes utasüléssel, amelyet harmonikaszerűen leereszthető ernyővel szerelnek fel. Európai városok kövezett utcáin való közlekedésre volt alkalmas, személyszállításra használták. A 20. század második felében a taxik szorították ki.